# .id
.id es el dominio de nivel superior geográfico (ccTLD) para Indonesia.